# Föglö
Föglö es un municipio de Finlandia situado en la región de Åland. En 2018 su población era de 530 habitantes. La superficie del término municipal es de 1 869,07 km², de los cuales 1 734,34nbsp;km² son agua. El municipio tiene una  densidad de población de 3,93 hab./km².
Limita con los municipios de Kökar, Lemland, Lumparland, Sottunga y Vårdö todos ellos en el archipiélago de Åland.
El ayuntamiento es unilingüe en sueco.